# Сервий Корнелий Малугинский (военный трибун 386 года до н. э.)
Сервий Корнелий Малугинский (лат. Servius Cornelius Maluginensis) — римский политический деятель, неоднократно избиравшийся военным трибуном с консульской властью.
Сервий происходил из ответвления патрицианского рода Корнелиев — Малугинских. Известно, что семь раз занимал должность военного трибуна с консульской властью в 386, 384, 382, 380, 376, 370 и 368 годах до н. э.
В 361 году до н. э. Малугинский стал начальником конницы при диктаторе Тите Квинкции Пенне Капитолине Криспине.